# Isoscelipteron nicobaricum
Isoscelipteron nicobaricum är en insektsart som först beskrevs av Navás 1912.  Isoscelipteron nicobaricum ingår i släktet Isoscelipteron och familjen Berothidae. Inga underarter finns listade i Catalogue of Life.